# Henry Stanley (4e comte de Derby)
Pour les articles homonymes, voir Henry Stanley.
Henry Stanley (septembre 1531 – 25 septembre 1593), 4e comte de Derby, est un noble anglais, seigneur de l'île de Man.

## Biographie
Né à Lathom, Henry est le fils aîné d'Edward Stanley et de sa seconde épouse, Dorothée Howard. Ses grands-parents maternels sont Thomas Howard, 2e duc de Norfolk, et sa femme Agnès Howard (1478-1545), fille d'Hugues Tilney de Boston et d'Éléonore Tailboys.
Il se marie le 7 février 1554 avec Marguerite Clifford. Elle est la seule survivant des enfants d'Henry Clifford (2e comte de Cumberland) et d'Eleanor Brandon. Le mariage est célébré dans une chapelle du palais de Whitehall. Parmi les invités figuraient la reine régnante Marie Ire d'Angleterre et le roi Philippe II d'Espagne. Ils sont parents de la mariée par Marie Tudor, sa grand-mère maternelle, ancienne reine de France.
Son père meurt le 24 octobre 1572 et Henry hérite de ses titres, dont celui de seigneur de l'île de Man et des fonctions de Lord Lieutenant de Lancashire et de Cheshire.
Élisabeth Ire d'Angleterre le crée chevalier de la Jarretière en 1574, en même temps que Henry Herbert, 2e comte de Pembroke.
Il est nommé ambassadeur à la cour d'Henri III de France en 1580 et entre au conseil privé en 1585. Il est du nombre des officiels qui participèrent au procès de Marie d'Écosse en 1586. 
Il fait aussi partie des officiels qui négocient une issue à la guerre anglo-espagnole, après la défaite de l'armada espagnole, en 1588. Ces négociations sont un échec. En 1589, une armada anglaise commandée par sir Francis Drake et sir John Norris subit de sévères dommages lors d'une bataille contre la flotte espagnole.
La même année, Élisabeth nomme Henry Stanley de Derby Lord grand intendant à l'occasion du procès de Philip Howard 13e comte d'Arundel. Il se retire à Lathom en 1592 et y meurt quelques mois plus tard.

## Famille et descendance
Henry et Marguerite ont cinq enfants :
- Édouard Stanley, mort jeune ;
- Ferdinando Stanley (v. 1559 – 16 avril 1594), 5e comte de Derby.
- William Stanley (v. 1561 – 29 septembre 1642), 6e comte de Derby ;
- Francis Stanley (av. 1562), mort jeune ;
- Marie Stanley (av. 1565-?).

Henry a aussi de Jeanne Halsall une fille illégitime mais reconnue : Ursula Stanley.

## Sources
- (en) Cet article est partiellement ou en totalité issu de l’article de Wikipédia en anglais intitulé « Henry Stanley, 4th Earl of Derby » (voir la liste des auteurs).